# Madison Chock
Madison La'akea Te-Lan Hall Chock (ur. 2 lipca 1992 w Redondo Beach) – amerykańska łyżwiarka figurowa startująca w parach tanecznych z Evanem Batesem. Wicemistrzyni olimpijska z Pekinu (2022, drużynowo) i dwukrotna uczestniczka igrzysk olimpijskich (2014, 2018), trzykrotna mistrzyni (2023–2025) i wicemistrzyni (2015) świata, trzykrotna mistrzyni (2019, 2020, 2023) i wielokrotna medalistka mistrzostw czterech kontynentów, dwukrotna zwyciężczyni (2023, 2024) i trzykrotna srebrna medalistka finału Grand Prix oraz pięciokrotna mistrzyni Stanów Zjednoczonych (2015, 2020, 2022, 2023, 2024).
Chock ma pochodzenie europejskie ze strony matki (niemiecko-angielsko-irlandzko-francusko-holenderskie korzenie) i chińsko-hawajskie ze strony ojca. Jej hawajskie imiona oznaczają: La'akea „święte światło z nieba” zaś Te-Lan „wyjątkowa orchidea”.
11 czerwca 2022 roku Chock i jej partner sportowy Evan Bates zaręczyli się po sześciu latach związku. Para wzięła ślub 20 czerwca 2024 roku na Hawajach.

## Osiągnięcia

### Z Evanem Batesem
| Zawody                           | 11–12          | 12–13          | 13–14          | 14–15          | 15–16          | 16–17          | 17–18          | 18–19          | 19–20          | 20–21          | 21–22          | 22–23          | 23–24          | 24–25          |                |                |                |
| Międzynarodowe                   | Międzynarodowe | Międzynarodowe | Międzynarodowe | Międzynarodowe | Międzynarodowe | Międzynarodowe | Międzynarodowe | Międzynarodowe | Międzynarodowe | Międzynarodowe | Międzynarodowe | Międzynarodowe | Międzynarodowe | Międzynarodowe | Międzynarodowe | Międzynarodowe | Międzynarodowe |
| -------------------------------- | -------------- | -------------- | -------------- | -------------- | -------------- | -------------- | -------------- | -------------- | -------------- | -------------- | -------------- | -------------- | -------------- | -------------- | -------------- | -------------- | -------------- |
| Zimowe igrzyska olimpijskie      |                |                | 8              |                |                |                | 9              |                |                |                | 4              |                |                |                |                |                |                |
| Mistrzostwa świata               |                | 7              | 5              | 2              | 3              | 7              | 5              | 6              | C              | 4              | 3              | 1              | 1              | 1              |                |                |                |
| Mistrzostwa czterech kontynentów |                | 3              |                | 2              | 2              | 3              |                | 1              | 1              |                |                | 1              |                |                |                |                |                |
| GP Finał Grand Prix              |                |                |                | 2              | 2              | 6              | 5              |                | 2              |                |                | 2              | 1              | 1              |                |                |                |
| GP Cup of China                  |                | 4              | 3              |                | 2              |                | 2              |                | 2              |                |                |                |                |                |                |                |                |
| GP Grand Prix Espoo              |                |                |                |                |                |                |                | WD             |                |                |                |                | 1              |                |                |                |                |
| GP Internationaux de France      | 5              |                |                |                |                |                | 2              |                | 2              |                |                |                |                |                |                |                |                |
| GP NHK Trophy                    |                |                |                |                |                |                |                |                |                |                | 2              | 2              |                | 1              |                |                |                |
| GP Rostelecom Cup                |                |                | 3              | 1              |                | 2              |                | WD             |                |                |                |                |                |                |                |                |                |
| GP Skate America                 |                |                |                | 1              | 1              |                |                |                |                | WD             | 2              | 1              | 1              | 2              |                |                |                |
| GP Skate Canada International    | 4              |                |                |                |                | 2              |                |                |                |                |                |                |                |                |                |                |                |
| CS Finlandia Trophy              |                |                |                |                |                |                |                |                | 1              |                | 2              |                |                |                |                |                |                |
| CS Nebelhorn Trophy              |                |                |                | 2              | 1              | 2              |                |                |                |                |                |                |                |                |                |                |                |
| CS Memoriał Ondreja Nepeli       |                |                |                |                |                | 2              |                |                |                |                |                |                |                |                |                |                |                |
| CS U.S. International Classic    |                |                |                |                |                |                |                |                | 1              |                |                |                |                |                |                |                |                |
| Finlandia Trophy                 | 3              |                | 2              |                |                |                |                |                |                |                |                |                |                |                |                |                |                |
| Mentor Toruń Cup                 |                |                |                |                |                |                |                | 1              |                |                |                |                |                |                |                |                |                |
| Nebelhorn Trophy                 |                | 1              |                |                |                |                |                |                |                |                |                |                |                |                |                |                |                |
| U.S. International Classic       |                | 4              |                |                |                |                |                |                |                |                |                |                |                |                |                |                |                |
| Krajowe                          |                |                |                |                |                |                |                |                |                |                |                |                |                |                |                |                |                |
| Mistrzostwa Stanów Zjednoczonych | 5              | 2              | 2              | 1              | 2              | 2              | 3              | 2              | 1              | 2              | 1              | 1              | 1              |                |                |                |                |
| Zawody drużynowe                 |                |                |                |                |                |                |                |                |                |                |                |                |                |                |                |                |                |
| Zimowe igrzyska olimpijskie      |                |                |                |                |                |                |                |                |                |                | 2              |                |                |                |                |                |                |
| World Team Trophy                |                | 1 T 1 P        |                | 1 T 3 P        |                | 3 T 2 P        |                |                |                |                |                |                |                |                |                |                |                |
| Team Challenge Cup               |                |                |                |                | 1 T 2 P        |                |                |                |                |                |                |                |                |                |                |                |                |

### Z Gregiem Zuerleinem

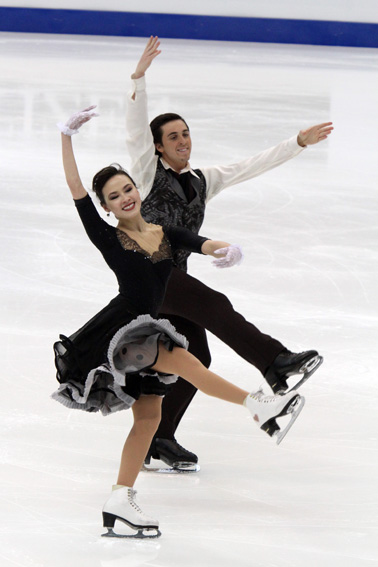
Chock i Zuerlein na mistrzostwach czterech kontynentów 2011

| Zawody                                | 06–07          | 07–08          | 08–09          | 09–10          | 10–11          |                |                |                |                |                |                |                |                |                |                |                |                |
| Międzynarodowe                        | Międzynarodowe | Międzynarodowe | Międzynarodowe | Międzynarodowe | Międzynarodowe | Międzynarodowe | Międzynarodowe | Międzynarodowe | Międzynarodowe | Międzynarodowe | Międzynarodowe | Międzynarodowe | Międzynarodowe | Międzynarodowe | Międzynarodowe | Międzynarodowe | Międzynarodowe |
| ------------------------------------- | -------------- | -------------- | -------------- | -------------- | -------------- | -------------- | -------------- | -------------- | -------------- | -------------- | -------------- | -------------- | -------------- | -------------- | -------------- | -------------- | -------------- |
| Mistrzostwa świata                    |                |                |                |                | 9              |                |                |                |                |                |                |                |                |                |                |                |                |
| Mistrzostwa czterech kontynentów      |                |                |                | 5              | 5              |                |                |                |                |                |                |                |                |                |                |                |                |
| GP Cup of China                       |                |                |                | 8              |                |                |                |                |                |                |                |                |                |                |                |                |                |
| GP Skate America                      |                |                |                | 6              |                |                |                |                |                |                |                |                |                |                |                |                |                |
| GP Skate Canada International         |                |                |                |                | 3              |                |                |                |                |                |                |                |                |                |                |                |                |
| GP Trophée Eric Bompard               |                |                |                |                | 3              |                |                |                |                |                |                |                |                |                |                |                |                |
| Międzynarodowe: Kategorie młodzieżowe |                |                |                |                |                |                |                |                |                |                |                |                |                |                |                |                |                |
| Mistrzostwa świata juniorów           |                |                | 1              |                |                |                |                |                |                |                |                |                |                |                |                |                |                |
| JGP Finał                             |                | 5              | 1              |                |                |                |                |                |                |                |                |                |                |                |                |                |                |
| JGP w Estonii                         |                | 1              |                |                |                |                |                |                |                |                |                |                |                |                |                |                |                |
| JGP w Niemczech                       |                | 3              |                |                |                |                |                |                |                |                |                |                |                |                |                |                |                |
| JGP w Wielkiej Brytanii               |                |                | 1              |                |                |                |                |                |                |                |                |                |                |                |                |                |                |
| JGP we Włoszech                       |                |                | 1              |                |                |                |                |                |                |                |                |                |                |                |                |                |                |
| Krajowe                               |                |                |                |                |                |                |                |                |                |                |                |                |                |                |                |                |                |
| Mistrzostwa Stanów Zjednoczonych      | 5 N            | 3 J            | 1 J            | 5              | 3              |                |                |                |                |                |                |                |                |                |                |                |                |
| Pacific Coast Sectionals              | 1 N            |                |                |                |                |                |                |                |                |                |                |                |                |                |                |                |                |

## Programy

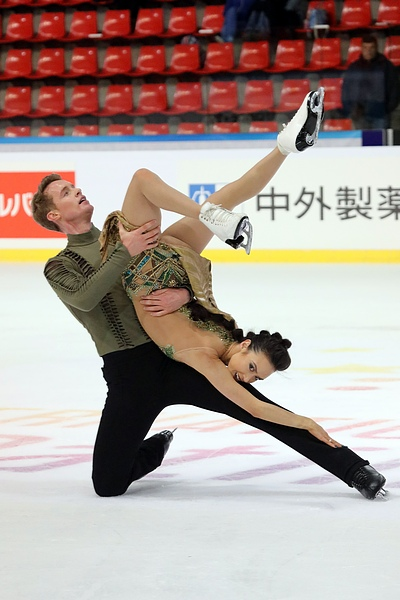
Egyptian Snake Dance (Internationaux de France 2019)

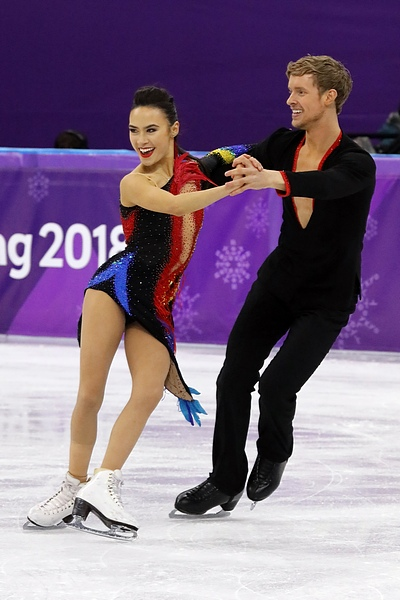
Aguanile / Qué Lío / Vivir la vida (IO 2018)

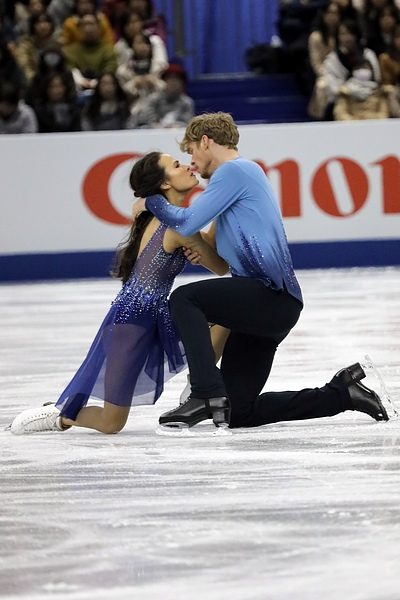
Imagine (Finał Grand Prix 2017)

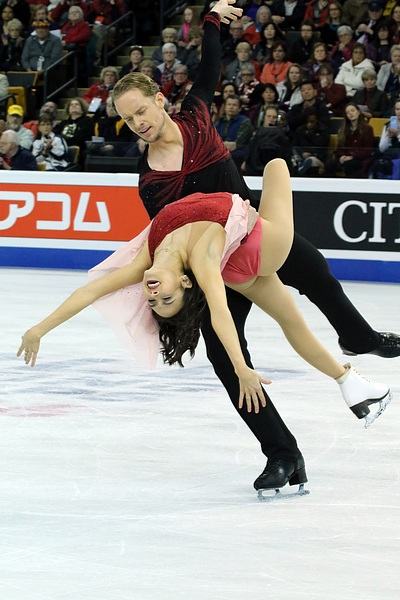
II koncert fortepianowy (MŚ 2016)

Madison Chock / Evan Bates
| Sezon   | Taniec rytmiczny (RD) | Taniec dowolny (FD) |
| ------- | --- | --- |
| 2023–24 | - Queen medley: - Another One Bites the Dust - Who Wants to Live Forever - I Want It All choreografia: Marie-France Dubreuil                                                             | - Pink Floyd medley: - Time - Breathe (In the Air) - Eclipse choreografia: Marie-France Dubreuil                                                                              |
| 2022–23 | - Samba, rumba, samba: Let's Dance – Ben Liebrand (remix), oryg. David Bowie choreografia: Marie-France Dubreuil, Ginette Cournoyer, Samuel Chouinard                                    | - Souffrance – Orange Blossom - Les Tectoniques – Jorane choreografia: Marie-France Dubreuil, Ginette Cournoyer, Samuel Chouinard                                             |
| 2021–22 | - Blues: Myboi – Billie Eilish - Blues: Therefore I am – Billie Eilish - Hip Hop: Bad Guy – Billie Eilish choreografia: Marie-France Dubreuil                                            | - Daft Punk medley: - Contact - Touch - Within - Touch choreografia: Marie-France Dubreuil, Ginette Cournoyer, Samuel Chouinard                                               |
| 2020–21 | - Blues, quickstep, swing: Too Darn Hot (z musicalu Kiss Me, Kate) choreografia: Marie-France Dubreuil, Sam Chouinard                                                                    | - Egyptian Snake Dance: - Yearning – Raul Ferrando - Sahara Nights – DJ Quincy Ortz - Layali Al Sharq – Al-Ahram Orchestra choreografia: Marie-France Dubreuil, Sam Chouinard |
| 2019–20 | - Blues, quickstep, swing: Too Darn Hot (z musicalu Kiss Me, Kate) choreografia: Marie-France Dubreuil, Sam Chouinard                                                                    | - Egyptian Snake Dance: - Yearning – Raul Ferrando - Sahara Nights – DJ Quincy Ortz - Layali Al Sharq – Al-Ahram Orchestra choreografia: Marie-France Dubreuil, Sam Chouinard |
| 2018–19 | - Flamenco: Dinner – John Powell - Tango: Assassin's Tango – John Powell choreografia: Marie-France Dubreuil                                                                             | - Fever – Elvis Presley, Michael Bublé - Burning Love – Elvis Presley choreografia: Marie-France Dubreuil                                                                     |
| Sezon   | Taniec krótki (SD) | Taniec dowolny (FD) |
| 2017–18 | - Salsa: Aguanile – Marc Anthony - Rumba: Qué Lío – Marc Anthony - Samba: Vivir Mi Vida – Marc Anthony choreografia: Igor Szpilband, Rohene Ward                                         | - Imagine (mix) – Olivia Millerschin, oryg. John Lennon, aranż. Sonia Lee choreografia: Christopher Dean                                                                      |
| 2016–17 | - Blues: Bad to the Bone – George Thorogood - Hip Hop: Uptown Funk – Mark Ronson, Bruno Mars choreografia: Rohene Ward                                                                   | - Under Pressure – David Bowie, Queen choreografia: Christopher Dean |
| 2015–16 | - Fokstrot: More – Andrea Bocelli - Walc: Unchained Melody – André Rieu choreografia: Igor Szpilband - Walc, polka: Dark eyes – Il Divo choreografia: Igor Szpilband                     | - II koncert fortepianowy – Siergiej Rachmaninow choreografia: Igor Szpilband - Adagio - Allegro                                                                              |
| 2014–15 | - Paso doble: Don Kichot – Ludwig Minkus choreografia: Igor Szpilband | - Amerykanin w Paryżu – George Gershwin choreografia: Igor Szpilband |
| 2013–14 | - Quickstep: Hollywood – The Puppini Sisters - Fokstrot, charleston: There's No Business Like Show Business (z musicalu Annie Get Your Gun) – Irving Berlin choreografia: Igor Szpilband | - Les Misérables – Claude-Michel Schönberg choreografia: Igor Szpilband |
| 2012–13 | - Walc, polka: Quidam – Cirque du Soleil choreografia: Igor Szpilband | - Doctor Zhivago – Maurice Jarre choreografia: Igor Szpilband |
| 2011–12 | - Samba: Chick Chick Boom - Rumba: Doom Diggy Diggy | - Preludium e-moll – Fryderyk Chopin |